# Dorfkirche Zaschendorf

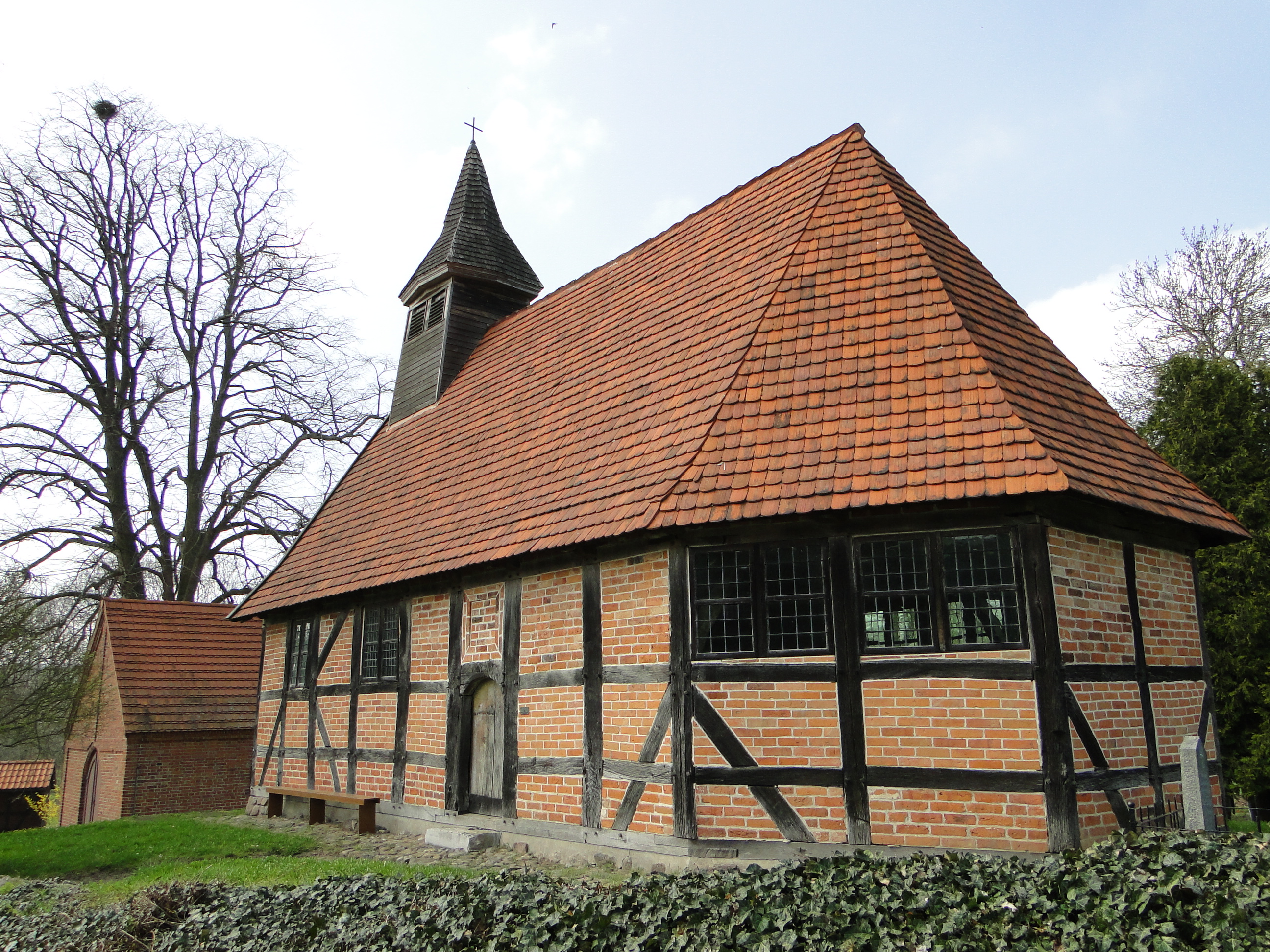
Dorfkirche Zaschendorf (2013)

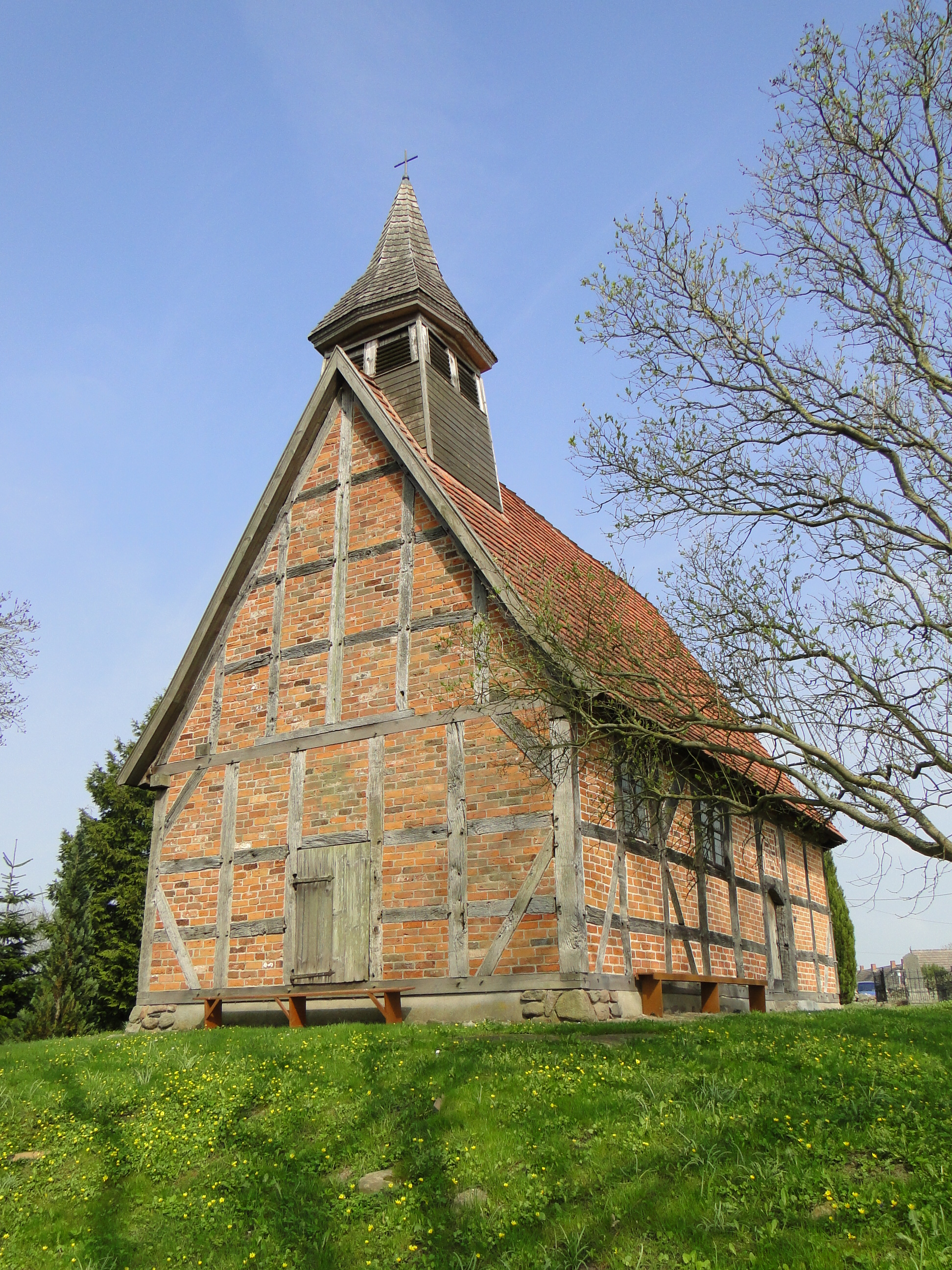
Ansicht von Südwest (2013)

Die evangelische Dorfkirche Zaschendorf ist eine Fachwerkkirche aus dem 17. Jahrhundert im Ortsteil Zaschendorf von Kuhlen-Wendorf im Landkreis Ludwigslust-Parchim in Mecklenburg-Vorpommern. Sie gehört zur Kirchengemeinde Brüel in der Kirchenregion Sternberg in der Propstei Wismar der Evangelisch-Lutherischen Kirche in Norddeutschland (Nordkirche).

## Geschichte
In einem Bruchstück des Zehntregisters des Bistums Schwerin wurde 1320 das Dorf Saszkendorp sunt III mansi erstmals urkundlich erwähnt. Im Jahr 1344 wird es  Tzatkendorp genannt. Am 13. Februar 1344 schenkte Graf Nikolaus von Schwerin, mit Beinamen Pyst, dem Ritter Raven von Barnekow als landesherrlicher Rat für seine treuen Dienste, die er ihm besonders in der Zeit seiner Gefangenschaft geleistet hatte, das Eigentum und höchste Gericht in den Dörfern Zaschendorf, Parsow, Muggelwitz und Zietlitz und die Jagd im Zietlitzer Holz. Fast 120 Jahre gehörte Zaschendorf der Familie von Barnekow, bis diese um 1600 in Mecklenburg ausstarb. In den kommenden Jahrhunderten wechseln ständig die Besitz- und Patronatsverhältnisse in Zaschendorf. 1462 war Martin von Barner in Zaschendorf, 1569 dann Johann von Barner und ab 1646 wurde das Dorf und Gut auf sechs Jahre an Heinrich von Taden verpfändet. 1653 pachtete Johann Diesteler (Diestelow) das Gut, doch schon 1688 ging der Besitz an Gottlieb von Hagen über. 1697 war Oberstleutnant Rudolf Dietrich Degingk Pfandinhaber von Zaschendorf. 1759 heiratete Hauptmann Christian Ludwig von Bülow die Degingk’sche Erbtochter und Zaschendorf blieb so bis 1818 in deren Besitz. Den Bülow’schen Erben folgte 1819 Karl Emanuel Lübbe. 1851 gelangte Zaschendorf durch die Baronin von Langermann, eine geborene Lübbe, an die Familie von Langermann-Erlenkamp. Von 1921 bis 1938 war Landrat Friedrich Freiherr von Langermann-Erlenkamp in Zaschendorf, danach Landrat Klaus von Bredow und bis zur Enteignung 1945 Gudrun von Bredow, eine geborene Freiin von Langermann-Erlenkamp in Besitz von Zaschendorf.

## Baugeschichte
Im Mittelpunkt des Dorfes nördlich der Warnow steht die kleine Dorfkirche in Zaschendorf. Sie wurde als Saalkirche aus Fachwerk mit dreiseitigem Chorschluss wohl Ende des 17. Jahrhunderts errichtet.

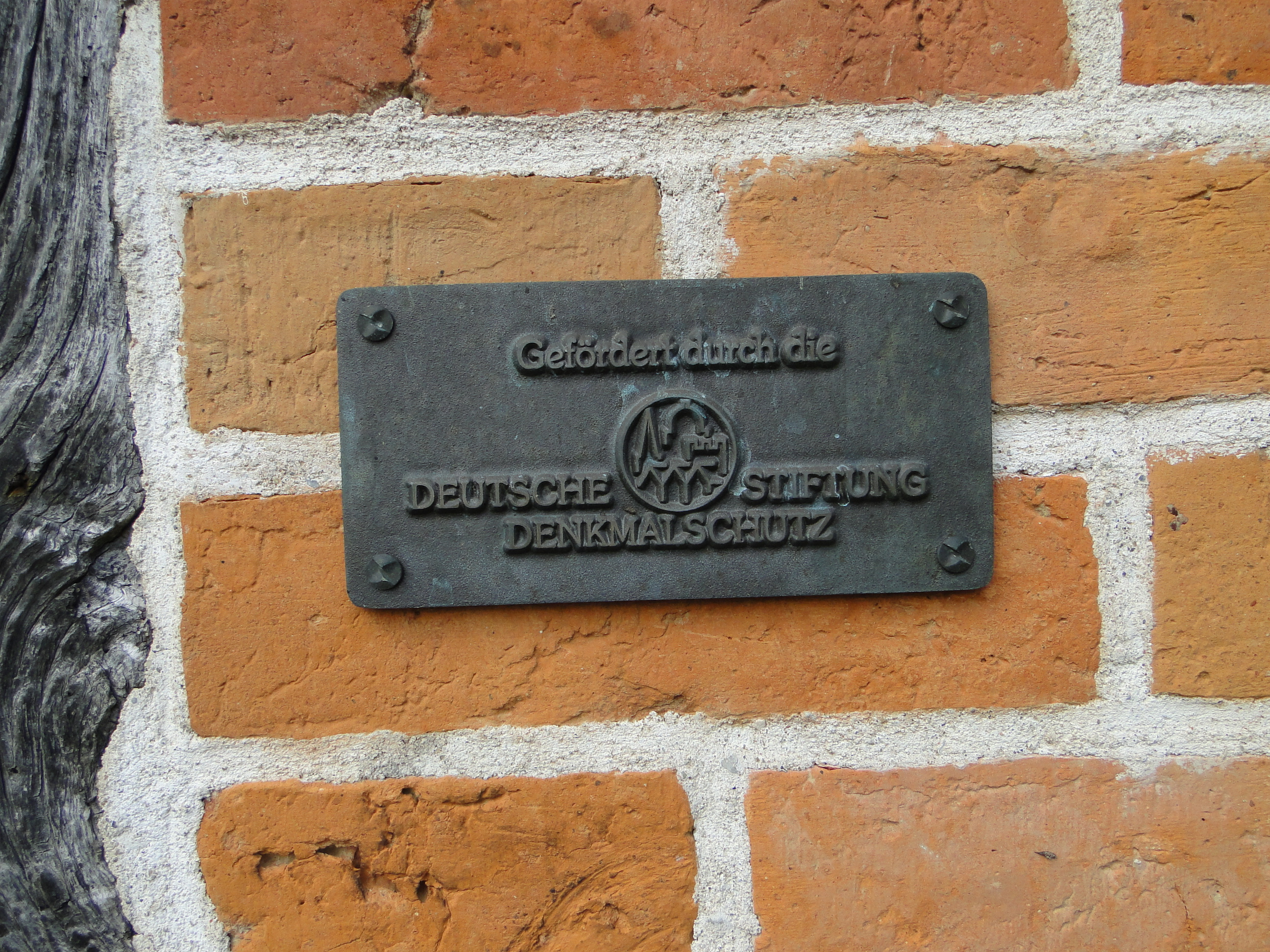
Plakette der Deutschen Stiftung Denkmalschutz (1993)

Da die Kirche kaum genutzt wurde und der Bauzustand sich ständig verschlechterte, war nach 1970 vorsorglich das Kunstgut und Inventar ausgelagert worden. Teile der Empore mit den Malereien kamen in das Depot vom Kirchlichen Kunstdienst in Rostock. Die Kanzel und der Altar standen in der Heiligen-Geist-Kirche in Wismar.
Im August 1991 brach das Kirchenschiff wegen fehlender Nutzung in den letzten drei Jahrzehnten und zugelassenem Verfall zusammen, nur das Turmgerüst blieb stehen. In den Folgejahren wurden die Fachwerkwände fachgerecht abgetragen. Die zimmermannsmäßige Aufarbeitung erfolgte mit Mitteln und Unterstützung der Deutschen Stiftung Denkmalschutz. Nach dem Wiederaufbau der abgetragenen Fachwerkkirche und einer umfangreichen inneren Rekonstruktion konnte die Kirche 1993 wieder eingeweiht werden. Doch schon zehn Jahre später bestätigten Restauratoren, dass die neuen Deckenbretter von Holzschädlingen befallen sind. Im Juli 2019 wurden 13 Baumängel am Kirchendach und im Innern durch nicht fachmännische Ausführung festgestellt.

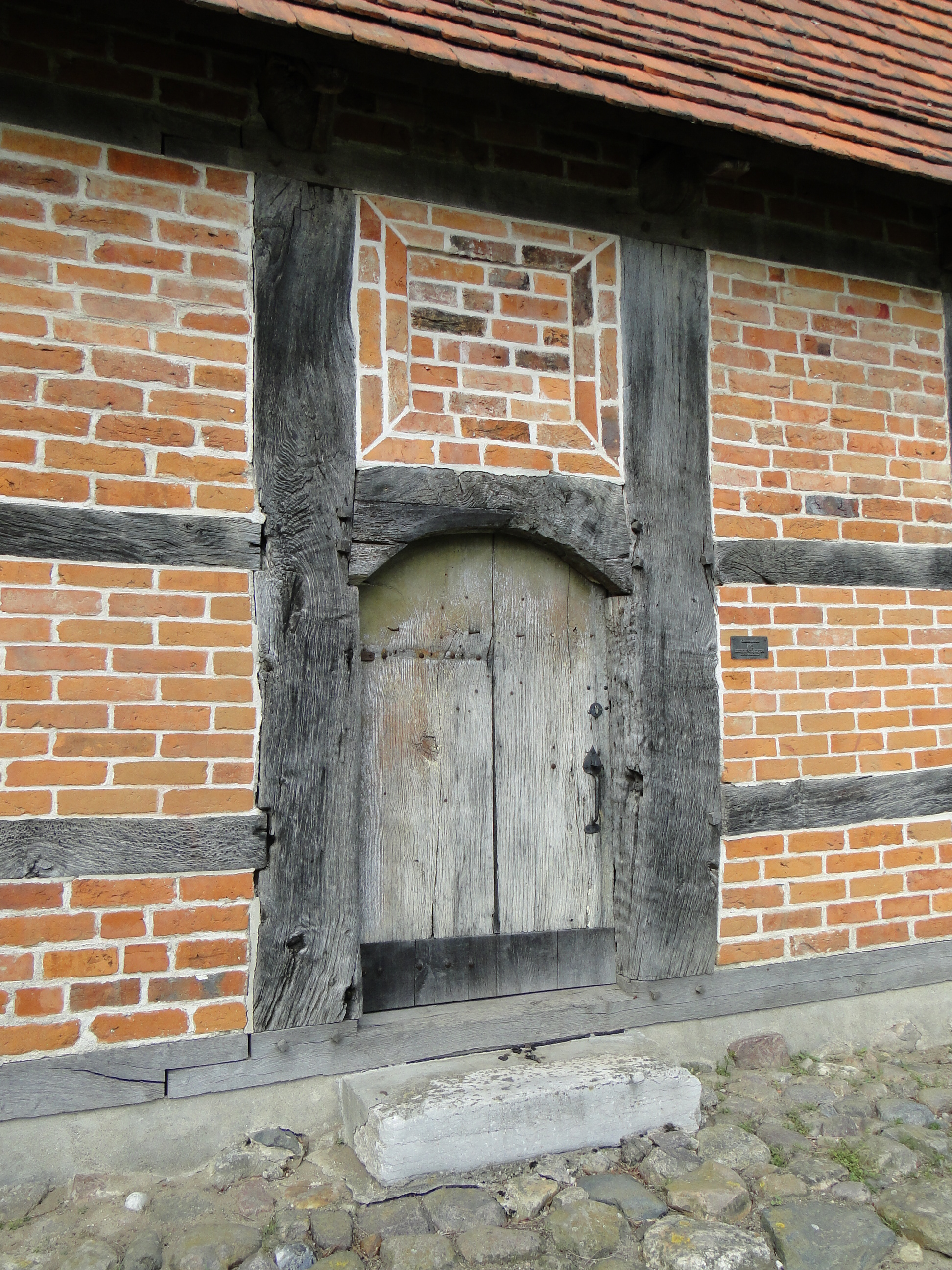
Eingangstür Südseite (2013)

### Äußeres
Am Westende des Dachfirstes sitzt ein kleiner viereckiger Dachreiter mit Schallluken. Auf dem leicht abgeschrägten und mit Holzschindeln eingedeckten Spitzdach befindet sich noch ein Kreuz. Nach dem Inventar von 1811 befanden sich im Dachreiter zwei kleine Glocken, von denen die größere 1708 gegossen worden war. Die Glocken sind nicht mehr vorhanden.
Die kleinen viereckigen und verbleiten Sprossenfenster sitzen ziemlich hoch, dagegen hat die schlichte Holztür als Eingang auf der Südseite eine sehr niedrige Kopfhöhe. Das Walmdach ist mit Biberschwanzdachziegeln neu eingedeckt worden.

### Inneres
Das Innere der Fachwerkkirche wurde nach der bis 1993 erfolgten Sanierung wieder mit einer flachen und bemalten Holzbalkendecke versehen. Sie ist mit reichem Akanthusblattwerk und mit Medaillonbildnissen von Christus, den Aposteln und Engeln bemalt worden.
Älter als das Kirchengebäude ist der Altarschrein, ein Triptychon. Stilgeschichtliche Gründe und archivalische Quellen weisen auf eine Entstehung um 1492 hin. Der von 1964 bis 1967 restaurierte Aufsatz stammt wahrscheinlich aus der Kapelle der Wollweberzunft südlich neben dem Turm der Georgenkirche Wismar. Vermutlich wurde er nach der Einführung der Reformation in die Dorfkirche gebracht. Er zeigt im Mittelschrein die Verkündigung Mariae zwischen acht Heiligen, von denen eine Figur fehlt. Fragmentarisch erhaltene Malereien auf den Flügeln, den Standflügeln und der Predella zeigen Darstellungen der Legende des heiligen Severus, die Kindheit Mariae und Christus als Schmerzensmann zwischen den vier großen lateinischen Kirchenvätern. Von der Bemalung der ist nur noch das obere Drittel erhalten geblieben. Die stark zerstörten Malereien auf den Rückseiten der der Flügel und den Standflügeln illustrieren mit acht szenischen Darstellungen die Legende des heiligen Severus. Die Beischriften zu den Bildern wurden auf Plattdeutsch abgefasst.
Eine schlichte Kanzel, wohl Mitte 17. Jahrhundert, zeigt in ihren Füllungen des polygonalen Korbs Bilder der vier Evangelisten nebst plattdeutschen Inschriften.
Die Empore stammt wie auch das Gestühl aus der Erbauungszeit und zeigt 16 gleich große Einzelbilder mit Darstellungen von Christus, Johannes dem Täufer, den Aposteln und Moses.
Unter den Inventarstücken befinden sich zwei wohl von dörflichen Handwerkern angefertigten schmiedeeiserne Altarleuchter, bei deren Gestaltung das Motiv des doppelköpfigen Reichsadlers verwendet wurde.

## Pastoren
Namen und Jahreszahlen bezeichnen die nachweisbare Erwähnung als Pastor.
Seit dem Mittelalter war die Zaschendorfer Kirche mit der Kirche in Zittow verbunden. Zeitweise gab es auch Verbindungen zu den Kirchen in Müsselmow und in Holzendorf. Infolge des Legats einer Anna von Barner soll um 1677 der Müsselmower Pastor jährlich vier Predigten in der Kirche zu Zaschendorf halten. Als der Müsselmower Pastor Diederich Schröder gestorben war, kam sein Nachfolger Balthasar Gerstenberger nicht mehr nach Müsselmow und Zaschendorf, da er auf dem Wege mehrfach von Banditen ausgeplündert wurde. Die Patronatsfamilie von Barner aus Zaschendorf versuchte danach für die jährlichen vier Predigten Pastoren aus der Kirche Retgendorf zu überzeugen. Über den weiteren Werdegang ist nichts bekannt. Bis 1939 wurde die Zaschendorfer Kirche von Zittow aus betreut. Seit 2018 ist Pastor Rupert Günther Schröder aus Bruel für die Kirche zuständig.

## Heutige Kirchengemeinde
Zaschendorf mit Kirche gehört zur Kirchgemeinde Brüel mit den Ortsteilen Blankenberg, Friedrichswalde, Golchen, Gustävel, Häven, Holzendorf mit Kirche, Kaarz, Keez, Klein Jarchow, Kuhlen, Langen Jarchow, Müsselmow mit Kirche, Necheln, Nutteln, Penzin mit Kirche, Schönlage, Tempzin mit Klosterkirche, Thurow, Weberin, Weiße Krug, Wendorf, Wipersdorf und Zahrensdorf.

### Gedruckte Quellen
- Mecklenburgisches Urkundenbuch (MUB)
- Mecklenburgische Jahrbücher (MJB)

### Ungedruckte Quellen
Landeskirchenarchiv Schwerin (LKAS)
- LKAS, OKR Schwerin, Specialia, Abt. 4, Zaschendorf
  - 001 Organist und Küster 1948 – 1964.
  - 003 Bauten
  - 004 vasa sacra 1975.
  - 005 Kirchhof
  - 057 Stolgebühren in der Parochie Zittow mit Langen Brütz und Zaschendorf 1875 – 1945.
  - 063 Kirchhof zu Zaschendorf 1878 – 1970.
  - 070 Kirche zu Zaschendorf 1931 – 1971, 19883.